# Łódzkie Stowarzyszenie Inicjatyw Miejskich „Topografie”
Łódzkie Stowarzyszenie Inicjatyw Miejskich „Topografie” – organizacja pozarządowa założona w 2007 roku, stawiająca sobie za cel działania związane z kulturą i historią Łodzi i województwa łódzkiego, a także działania skłaniające mieszkańców do partycypacji w tworzeniu przestrzeni miejskiej i życiu obywatelskim.
Stowarzyszenie organizowało wykłady teoretyczne, gry miejskie, warsztaty, wydarzenia związane z miastem Łódź (np. dawniej Spotkania Fotografii Awangardowej Lomografie, Festiwal „Miastograf”). Od 2010 roku prowadzi projekty zbierania historii mówionych (np. „Powiedzieć miasto”, „Łódź akademicka w biografiach”, „Opowieści z miasta włókniarek”), od 2014 roku prowadzi interaktywne, społeczne Cyfrowe Archiwum Łodzian Miastograf.pl.
Między rokiem 2010 a 2016 Stowarzyszenie prowadziło pod mecenatem Uniwersytetu Łódzkiego Miejski Punkt Kultury Prexer–UŁ przy ul. Pomorskiej 39, w budynku pozostałym po Łódzkich Zakładach Kinotechnicznych Prexer. W październiku 2016 roku główna siedziba Stowarzyszenia została przeniesiona do Poziomu Wyżej przy ul. Piotrkowskiej 56.
9 listopada 2018 roku stowarzyszenie otrzymało Odznakę „Za Zasługi dla Miasta Łodzi” (nadaną uchwałą nr LXXVI/2069/18 Rady Miejskiej w Łodzi z dnia 10 października 2018).

## Cyfrowe Archiwum Łodzian Miastograf.pl
Cyfrowe archiwum materiałów archiwalnych (skany fotografii, skany wycinków prasowych, nagrania audio) o Łodzi, umożliwiające współudział obywateli w jego tworzeniu. Materiały pochodzą z domowych kolekcji i zbiorów rodzinnych łodzian. Interaktywna mapa umożliwia przypisanie fotografii archiwalnych odpowiadającym im współcześnie miejscom – budynkom i ulicom łódzkim. Na portalu można znaleźć również fragmenty wywiadów zbieranych metodami historii mówionej. 
Pod szyldem działań Miastografu stowarzyszenie stworzyło siostrzane portale internetowe. Cała rodzina stron społecznego archiwum cyfrowego obejmuje: 
- portal Miastograf.pl;

- portal refotografie.pl (powstały w 2017 roku), na którym można przejrzeć prawie 400 zestawień zdjęć wykonanych z tego samego miejsca na przestrzeni dziesiątek lat (autorem zdjęć współczesnych i animacji jest Stefan Brajter);
- strona popiotrkowskiej.pl, będącą audioprzewodnikiem po głównej ulicy Łodzi;
- portal zabytkilodzi.pl, który docelowo ma się stać wirtualnym rejestrem łódzkich zabytków.

W ramach misji demokratyzacji wiedzy rozmaite materiały audiowizualne opracowywane przez stowarzyszenie w kolejnych projektach (wypowiedzi naukowców, podcasty i słuchowiska, zarejestrowane wykłady oraz debaty), są udostępniane bezpłatnie na kanale YouTube Cyfrowego Archiwum Łodzian Miastograf.pl.